# Consejo Hondureño de Ciencia y Tecnología

## Historia
El Consejo Hondureño de ciencia y tecnología  (COHCIT) fue creado en el año de 1993, con el propósito de promover, estimular y fortalecer el desarrollo científico y tecnológico en la república de Honduras. En el año 2000, el COHCIT promovió becas para apoyar la formación del capital humano hondureño. Seguidamente en 2010, las funciones del COHCIT se absorbieron por la Dirección Nacional de Competitividad e Innovación de la Secretaría Técnica de Planificación y Cooperación (SEPLAN), pero no priorizó la competitividad tecnológica. Después en 2013 se aprueba la adopción del Decreto n.º 276-2013, Ley para la Promoción y el Desarrollo de la Ciencia, Tecnología e innovación publicado en el Diario Oficial La Gaceta el 15 de febrero de 2014.

## Ciencia y tecnología
En Honduras se ha avanzado en campos de inversión, el gobierno y la empresa privada en actualmente se trabaja en que los proyectos de investigación, desarrollo e innovación (I+D+i) sean autosostenibles, de manera que sirvan para crear otros proyectos derivados, en otras palabras que los proyectos sean productivos.
El gobierno de Honduras destina aproximadamente el 0.0013 % de su PIB en investigación y desarrollo.,  De acuerdo a algunos investigadores en Honduras se invierte el 0.1 % de su PIB en I+D (empresa privada más gobierno), esto es aproximadamente 232 millones de lempiras al año (12.3 millones de dólares), en otras palabras se puede decir que el gobierno aporta únicamente el 7 % de lo invertido en I+D a nivel nacional. Lo ideal para alcanzar al 2 % de inversión en I+D similar a los países más desarrollados es invertir 4 mil 640 millones de lempiras (245 millones de US $), es decir aproximadamente 20 veces más de lo que se invierte en la actualidad. Estamos muy por debajo del 3 % que invierte el gobierno de Japón en I+D+i respecto a su PIB, donde el 80 % de la inversión la aporta la empresa privada.
El semillero de científicos profesionales son las universidades públicas y privadas, siendo su mejor ejemplo la Universidad Nacional Autónoma de Honduras, UNAH, desarrolla científicos en absolutamente todas las áreas de la ciencia como ser Astronomía, Biología, Física, Matemáticas, Ingenierías, Química y Farmacia, Medicina, etc. La UNAH creó en 1976 la Dirección de Investigación Científica, DICU/UNAH, a la que el 1 % de su presupuesto a la Dirección de Investigación Científica, aproximadamente quinientos mil dólares americanos. El 12 % de sus docentes han realizado proyectos de investigación, entre sus principales científicos destacan el doctor en biología Cirilo Nelson, quien ha desarrollado muchas investigaciones científicas a lo largo de su carrera.
Otro ejemplo es la Escuela Agrícola Panamericana El Zamorano (privada), que ofrece algunas carreras universitarias en el área agronómica y también realiza investigaciones científica, pero además es un centro de producción y desarrollo agrícola e industrial, además destina el 2 % anual de sus ingresos en proyectos de investigación. Unitec (privada) en cambio destina el 1.5 % de su presupuesto.
Los centros de capacitación técnica para el desarrollo son principalmente el Instituto Nacional de Formación Profesional (INFOP) creado en 1972. y también los diversos institutos técnicos de educación media (públicos) distribuidos en todo el país, que abarca desde las zonas centrales hasta zonas más alejadas como las Islas de la Bahía.
En la actualidad Honduras cuenta con 500 científicos, entre ellos Salvador Moncada, Marco Tulio Medina, Anabel Ferrera y el biólogo Cirilo Nelson. El gobierno de la república destinó 19 millones de lempiras para crear una red de científicos en Honduras.  En Honduras la red de científicos está a cargo de la universidad privada UNITEC.
En el campo de la ciencia destacan Salvador Moncada, cuyas principales investigaciones han estado centradas en los efectos farmacológicos de las substancias vaso-activas, especialmente productos del metabolismo de diversos ácidos, así como en la síntesis, acción y degradación del mediador biológico óxido nítrico; así como también el reconocido tratado del doctor en dermatología Hernán Corrales Padilla, fallecido como consecuencia del Huracán Mitch en el año de 1998.

### Centros de Investigación y Desarrollo
Algunos centros profesionales de investigación y desarrollo con los que trabaja el gobierno son:
- Centros de Investigación y Propuestas económicas y Sociales.
- Centro de estudio y control de contaminantes (CESCO)
- Jardín botánico y Centro de Investigación Lancetilla.

### COHCIT
El centro gubernamental más importante en este campo es el Consejo Hondureño de Ciencia y Tecnología, fue creado el 16 de enero de 1993 por decreto presidencial.
El COHCIT sugirió la creación de un “Modelo de Sistema Nacional de Ciencia, Tecnología e Innovación SIN”, donde se integraran los gobiernos, las universidades y las empresas generadoras de innovación, donde las empresas produzcan la tecnología generada por las universidades.
En 2010 se pretende degradar el COHCIT para hacerlo formar parte de un plan de nación, en lugar de fortalecerlo al nivel de Ministerio de Ciencia y Tecnología, donde puedan ser aprovechados los científicos que generan las universidades del país.

### Producción científica
De acuerdo al Capítulo VIII, Artículo 175 de la constitución de la república, se establece que: “El Estado promoverá y apoyará la divulgación de producciones de autores nacionales o extranjeros que siendo legítimas creaciones filosóficas, científicas o literarias contribuyan al desarrollo nacional”.
Según el índice bibliográfico LILACS, Honduras ha publicado 598 artículos relacionados con el área de la salud, por lo tanto es considerado un país de baja producción científica en esta área.
En las revistas agrícolas de América Latina, Honduras ha publicado 60 artículos (46 de ellos activos), en revistas de 20 países, representando el 0.71 % de artículos, de un total de 8457.
Según la base de datos española de Ciencia y Tecnología ICYT, Honduras creó entre 1983 y 1988 3 artículos en este país.

## Funciones
Sus funciones principales son asesorar, formular, coordinar y promover los programas y las acciones tendientes a la implementación de una política nacional que incentive el desarrollo científico y tecnológico en el país.

## Apoyo a Los Estudiantes
Por medio del Cohcit es posible para los estudiantes conseguir apoyo económico a fin de realizar estudios de posgrado (maestría o doctorado) en universidades con reconocida excelencia académica dentro y fuera del país.
En conjunto con el NIIT y el CEETI http://www.ceetihn.com Archivado el 8 de marzo de 2016 en Wayback Machine. (—Centro de excelencia para la educación en tecnologías de la información) el Cohcit está capacitando en diferentes áreas de la computación a estudiantes universitarios de todas las carreras y personal de diferentes empresas ofreciéndoles cursos gratuitos de programación, redes, java, java script, sql, entre otros.
También se desarrolla un programa en el Cohcit para "posgrados de excelencia nacionales" que buscan apoyar los estudios de posgrado realizados en instituciones de educación superior en las carreras científicas como física, biología, química, farmacia, astronomía, microbiología, entre otras.
El Cohcit apoya a las empresas capacitando a su personal con educación tecnológica.
Se ha estudiado capacitar en algunas áreas para la fabricación de computadoras y celulares en Honduras
El Cohcit está desarrollando algunos centros públicos de investigación multidisciplinarios en Honduras para desarrollar la ciencia en el país.

## Convenios
En septiembre de 2008 el cohcit en colaboración con el conacyt de México trajo decenas de representantes de decenas de universidades mexicanas a Tegucigalpa en la "feria de los posgrados" donde las universidades públicas ofrecen becas totales y las universidades privadas mexicanas ofrecían becas parciales para estudios de posgrados en todas las áreas con el único requisito de tener un promedio de 80 por ciento, cubriendo todos los gastos de transporte, hospedaje, alimentación, matrícula, mensualidades, y tener las ganas de estudiar por dos años para una maestría o cuatro años para un doctorado. Es algo que nunca ha hecho una universidad extranjera en Honduras, hasta ahora, los mexicanos mandaron personas preparadas con estudios de posgrados para servir a los universitarios hondureños con ganas de obtener una beca en sus universidades.
En febrero del presente año se realizó otro convenio entre el Instituto Colombiano para el Desarrollo de la Ciencia y la Tecnología (Colciencias) de Colombia y el Consejo Hondureño de Ciencia y Tecnología (Cohcit).
Aquí se trataron 10 puntos contemplados en la agenda, todos relacionados con la capacitación e intercambio tecnológico, científico, económico y cultural entre ambas naciones.

## Obras
Entre otras obras del Cohcit figuran las siguientes:
Capacitación gratuita de cientos de estudiantes universitarios de diferentes carreras en el área de las tecnologías de la información en colaboración con el CEETI y el NIIT.
Feria de posgrados en septiembre de 2008.
Feria Creando Conciencia con Ciencias.
Dotación de internet para 2,250 escuelas en conjunto con Hondutel.
Construcción de un edificio de metrología en la capital
Asesoría y capacitaciones para la implementación de la Norma ISO 9001-2000

## Principales Centros de Investigación Científica
Existen varios centros de investigación en Honduras:
- Jardín Botánico Lancetilla
- Centro de Investigación Miguel Cruz Zambrano, edificio de Química y Farmacia, UNAH, dirigido por la doctora en Química y Farmacia Inés Ruíz.
- OACS/UNAH Observatorio Astronómico Centroamericano de Suyapa.
- Centro de Investigación y Capacitación Dr. Jesús Aguilar Paz del Instituto Hondureño del Café (IHCAFE).

## Organización Administrativa
La Ministra del COHCIT, Miriam Mejía.

## Dirección de la Sede Principal
- El COHCIT está ubicado en el edificio CAD (Centro de aprendizaje a distancia), contigua a Museo CHIMINIKE, centro cívico gubernamental, Tegucigalpa, M.D.C, Honduras.

Teléfonos: 230-7673, 230-6006, 230-1664